# Odontesthes platensis
Odontesthes platensis är en fiskart som först beskrevs av Berg, 1895.  Odontesthes platensis ingår i släktet Odontesthes och familjen Atherinopsidae. Inga underarter finns listade i Catalogue of Life.